# 주요코하마 대한민국 총영사관
주요코하마 대한민국 총영사관은 대한민국 정부가 일본 가나가와현 요코하마시에 설치된 총영사관이다. 영사는 윤희찬이다.

## 소재지
- 일본어 : 〒231-0862 神奈川県横浜市中区山手町118
- 영어 : 118 Yamatecho, Naka Ward, Yokohama, Kanagawa 231-0862

## 역사
- 1966년 (쇼와 41년) 5월 25일 : 주요코하마 대한민국 영사관 설치
- 1974년 (쇼와 49년) 6월 23일 : 총영사관으로 승격

## 역대 공관장
- 1966년 5월 25일 : 초대 이응섭 영사
- 1967년 10월 25일 : 2대 김재춘 영사
- 1971년 11월 1일 : 3대 정낙선 영사
- 1973년 7월 7일 : 4대 이원호 영사
- 1974년 6월 23일 : 초대 이기주 총영사
- 1976년 4월 10일 : 2대 이원달 총영사
- 1980년 7월 25일 : 3대 이보형 총영사
- 1985년 10월 31일 : 4대 조성찬 총영사
- 1990년 1월 15일 : 5대 최배식 총영사
- 1992년 6월 20일 : 6대 유종현 총영사
- 1994년 8월 17일 : 7대 박련 총영사
- 1997년 3월 15일 : 8대 김주일 총영사
- 1999년 9월 20일 : 9대 사부성 총영사
- 2001년 2월 9일 : 10대 서현섭 총영사
- 2002년 2월 22일 : 11대 정정검 총영사
- 2003년 9월 17일 : 12대 박종문 총영사
- 2005년 9월 8일 : 13대 박종철 총영사
- 2008년 9월 8일 : 14대 김연권 총영사
- 2011년 9월 9일 : 15대 이수존 총영사
- 2015년 4월 6일 : 16대 주중철 총영사
- 2017년 4월 17일 : 17대 이명렬 총영사
- 2019년 10월 24일 : 18대 윤희찬 총영사
- 2022년 12월 22일 : 제19대 김옥채 총영사 부임

## 관할 구역
- 가나가와현
- 시즈오카현
- 야마나시현

## 주요 업무
주요 업무로는 신규 및 갱신, 기재사항을 바꾸는 여권 업무를 필두로 하여, 재외국민 2세 및 해외여행 허가 기한 연장을 위한 병역 관련 업무를, 출생, 혼인, 사망 등의 가족관계 등록이 있으며, 비자, 공증, 재외국민 등록, 국적 상실 및 이탈 등이 주요 업무를 본다.

## 근무 시간 및 휴무일
- 매주 월~금요일 오전 8시 45분 ~ 오후 5시 30분
- 비자 접수 : 오전 9시 ~ 11시 30분
- 비자 교부 : 오후 1시 30분 ~ 4시 (3일 소요)
- 민원실 접수시간 : 오전 9시 ~ 11시 30분, 오후 1시 30분 ~ 4시[C]

### 휴무일
- 토요일
- 일요일
- 일본의 공휴일
- 대한민국의 공휴일 중 3·1절, 광복절, 개천절, 한글날

## 같이 보기

### 일반 주제
- 대한민국의 재외공관 목록
- 일본 주재 외국공관 목록
- 대한민국-일본 관계
- 주일본 대한민국 대사관

### 일본에 설치된 한국 총영사관
- 주오사카 대한민국 총영사관
- 주후쿠오카 대한민국 총영사관
- 주삿포로 대한민국 총영사관
- 주나고야 대한민국 총영사관
- 주센다이 대한민국 총영사관
- 주니가타 대한민국 총영사관
- 주히로시마 대한민국 총영사관
- 주고베 대한민국 총영사관

### 요코하마시에 설치된 다른 영사 시설
- 주일 타이베이 경제문화대표처 요코하마 분처 - 실질적으로는 영사관 기능을 하고 있지만, 주오사카 타이베이 경제문화판사처나 주한국 타이베이 대표부 부산 사무처가 총영사관급에 상당함.